# Robert Leighton
Pour les articles homonymes, voir Leighton.
Ne doit pas être confondu avec le physicien américain Robert B. Leighton.
Robert Leighton est un monteur britannique. Il a beaucoup collaboré avec Rob Reiner.

## Filmographie
- 1980 : La Maison du cauchemar
- 1981 : Kill and Kill Again
- 1983 : Onde de choc
- 1985 : Garçon choc pour nana chic
- 1986 : Stand by Me
- 1987 : Princesse Bride
- 1988 : Duo à trois (Bull Durham)
- 1989 : Quand Harry rencontre Sally
- 1989 : Blaze
- 1990 : Misery
- 1991 : Passeport pour le futur
- 1992 : Des hommes d'honneur
- 1993 : Life with Mikey
- 1994 : L'Irrésistible North
- 1995 : Le Président et Miss Wade
- 1996 : Les Fantômes du passé (Ghosts of Mississippi)
- 1998 : Du venin dans les veines
- 1999 : Une vie à deux
- 2000 : Bêtes de scène (Best in Show), de Christopher Guest
- 2003 : Alex et Emma
- 2004 : Shall We Dance ?
- 2005 : La rumeur court...
- 2006 : For Your Consideration
- 2007 : Sans plus attendre
- 2010 : Gone with the Pope
- 2010 : Un cœur à l'envers (Flipped)
- 2013 : Insaisissables (Now You See Me)